# Castillo de Näsbyholm
El Castillo de Näsbyholm (en sueco: Näsbyholms slott) es una mansión en el municipio de Skurup, Escania, Suecia. Näsbyholm está situado a aproximadamente a 4 km al oeste de Skurup. 

## Historia
Näsbyholm era conocido desde el siglo XIV como castillo fortificado que fue demolido en 1865. Después de un incendio en 1955, la actual mansión fue erigida en 1957. En 1994 fue añadida una ala este.
En 1744, la finca fue adquirida por el capitán danés Christian Henrik von Finecke quien en 1756 hizo de Näsbyholm un fideicomiso. Näsbyholm fue el lugar de nacimiento y hogar de la infancia de los nobles suecos y gemelos Bror von Blixen-Finecke (1886-1946), cazador profesional, y el jinete Hans von Blixen-Finecke (1886-1917).